# حامض حلو (مسلسل)
مسلسل سعودي تم إنتاجه في عام 1995
تاليف وحوار:
- عبدالله الباروت

سيناريو :
- محمد ريحان

## القصة
يتناول المسلسل في إطار كوميدي ساخر، العادات الأسرية والتي يمكن أن تصبح أسباب المشاكل الأسرية، ما بين الأزواج، وما بين الآباء والأبناء، وطرق وأساليب التربية المختلفة، مع محاولة لطرح عدد من الحلول المقترحة لكل مشكلة على حدة.

## تمثيل
- عبدالله الربيع بدور أبو إبراهيم
- سلوى بخيت بدور عطوية
- إبراهيم جبر بدور إبراهيم [2]
- دينا خنجي بدور هيلة
- علي السبع بدور سعد المبرقش
- هزاع الهزاع بدور أبو خالد
- فارس الخالدي بدور خالد
- سمية الخنة بدور أم خالد
- سليمان زبيل بدور حنيف
- زينب العسكري بدور سلوى
- لطيفه المقرن أم حمد
- في الشرقاوي بدور خالة هيلة
- يحيى القحطاني حنكي